# نجع شبانة
نجع شبانة إحدى قرى مركز رفح التابع لمحافظة شمال سيناء بجمهورية مصر العربية.